# Eglomizacja

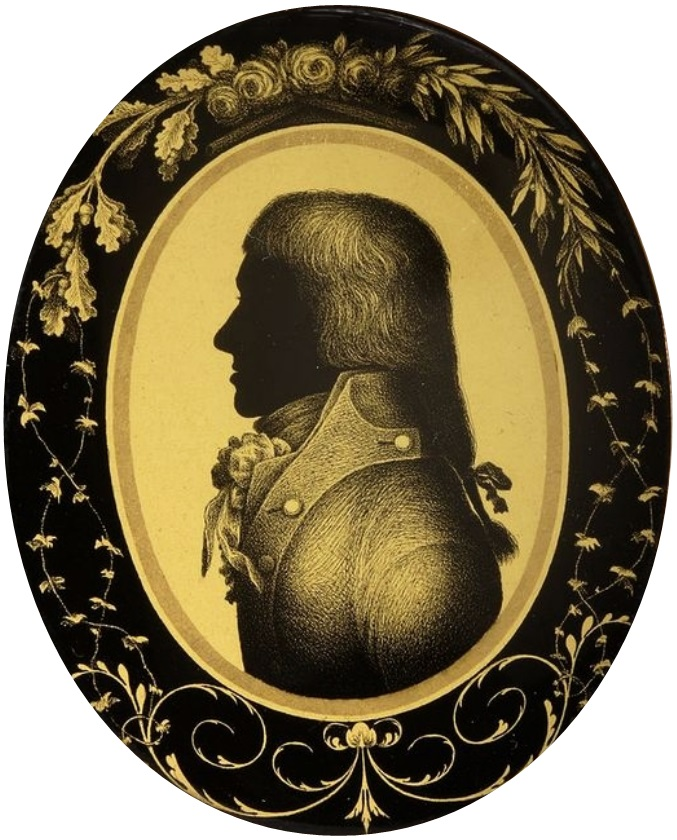
Profil mężczyzny wykonany techniką eglomizacji – tusz i złoto na szkle, 1800. Muzeum Narodowe w Warszawie

Eglomizowanie – technika zdobienia szkła płaskiego motywem dekoracyjnym wydrapanym na zaczernionej powierzchni rewersu lub namalowanym (bez tła) ciemnym lakierem.
Metoda ta jest tak zwanym malarstwem pod szkłem wykonanym na zimno, czyli bez utrwalenia przez wypalenie. Po podłożeniu złotej lub srebrnej folii po drugiej stronie widoczny jest wzór złoty lub srebrny na ciemnym tle lub ciemny na złotym lub srebrnym.
Istnieje kilka wariantów tej metody. Można grawerować igłą ornament na folii położonej na odwrotnej stronie szyby, a czasem wypełniać ryty barwnym lakierem lub farbą. Eglomizacją nazywano też uzupełnianie złotą lub srebrną folią wolnych powierzchni na obrazie malowanym na szkle.
Termin eglomizowanie pochodzi od nazwiska Jeana Baptiste’a Glomy’ego, francuskiego ramiarza z drugiej połowy XVIII wieku, który tą techniką zdobił szklane ramy w oprawach grafik. Stosował on często motyw arabeski.
Sama technika i jej odmiany znana była w starożytności. W cesarstwie rzymskim w II–IV wieku popularne były szklane naczynia tak zwane fondi d’oro (wł. złote tła). Dna takich naczyń dekorowane były kompozycjami figuralnymi lub symbolicznymi rysowanymi igłą na złotych płatkach. Tło niebieskie lub zielone zalewano szkliwem. Eglomizację stosowano też w średniowieczu, stała się popularna na przełomie XVI i XVII wieku we Włoszech i w Niemczech.
Technikę tę stosowano także do zdobienia naczyń szklanych, tak zwanych zwischengoldglas (niem.). Były to naczynia dwuścienne. Na powierzchnię wewnętrznego naczynia szklanego nakładano folię złotą lub srebrną z narysowanym rylcem wzorem, a następnie umieszczano wewnątrz ściśle dopasowane drugie naczynie, aby zabezpieczyć dekorację. Szkła zdobione w ten sposób wytwarzane były na przełomie XVII i XVIII wieku w Czechach, później przez J.S. Menzla i J.J. Mildnera w końcu XVIII wieku. Warsztat Menzla w Cieplicach uprawiał metodę zdobnictwa polegającą na osadzeniu w ściankach naczyń szklanych medalionów, pod którymi na tle złotej folii widnieją czarne, malowane portrety sylwetkowe.
J.J. Mildner był austriackim rytownikiem działającym w latach 80. i 90. XVIII wieku. Mildnerowskie szkła, głównie cylindryczne szklanki z nakrywkami, zdobione były medalionami rytowanymi na złotej lub srebrnej folii umieszczonymi na czerwonym tle między dwiema warstwami szkła. Medaliony te były umieszczane na ściankach bocznych lub na dnie naczyń. Charakterystycznymi motywami stosowanymi do dekoracji były portrety, scenki figuralne, krajobrazy i inskrypcje.
Eglomizacja stała się popularna w XVIII i na początku XIX wieku w malarstwie sylwetkowym. W taki sposób dekorowano także wyroby bursztynowe w Gdańsku i Królewcu w czasach renesansu i baroku, stały się one modne w XIX wieku.